# انارک (ارسنجان)
انارک (ارسنجان)، روستایی از توابع بخش مرکزی شهرستان ارسنجان در استان فارس ایران است.

## جمعیت
این روستا در دهستان خبریز قرار دارد و براساس سرشماری مرکز آمار ایران در سال ۱۳۸۵، جمعیت آن ۲۰۶ نفر (۶۰خانوار) بوده‌است.